# 阿曇刀
阿曇 刀（あずみ の かたな）は、奈良時代の貴族。姓は宿禰。官位は従五位下・内膳奉膳。

## 経歴
元正朝の霊亀2年（716年）12月に内膳奉膳（長官）を務めていたが、月次祭の際に行われる神今食の際に、御膳の供奉の前後を巡って内膳典膳（判官）・高橋乎具須比（たかはし の おぐすび）と争い、勅判により刀の主張は退けられた。阿曇・高橋の両氏族は内膳司の奉膳と典膳に任じられるのが慣例となっていたが、この事件以後、神事における並び方で争うことが度々あったという。
聖武朝初頭の神亀4年（727年）正六位上から従五位下に叙爵している。

## 官歴
注記のないものは『続日本紀』による。
- 霊亀2年（716年） 12月：見内膳奉膳[1]
- 時期不詳：正六位上
- 神亀4年（727年） 正月27日：従五位下